# Universiteit van Catania
De Universiteit van Catania (Italiaans: Università degli studi di Catania; Latijn: Siciliae Studium Generale) is een universiteit in het Siciliaanse Catania.
De universiteit werd in 1434 opgericht door koning Alfons V van Aragón en is daarmee de oudste universiteit van Sicilië. Aanvankelijk stond zij bekend als het Siculorum Gymnasium. Paus Eugenius IV erkende in 1444 de universiteit als Studium Generale, tijdens een bezoek van legaat Johannes de Primis aan de nieuwe koning van Napels uit het Huis Aragon: Alfons V. 
Met meer dan 60.000 studenten is zij de grootste universiteit van het eiland.  

## Faculteiten
De Universiteit van Catania heeft twaalf faculteiten:
- Agraria (Landbouw)
- Architettura (Bouwkunde)
- Economia (Economie)
- Farmacia (Farmacie)
- Giurisprudenza (Rechtsgeleerdheid)
- Ingegneria (Techniek)
- Lettere e filosofia (Literatuur en filosofie)
- Lingue e letterature straniere (Vreemde talen)
- Medicina e chirurgia (Geneeskunde en chirurgie)
- Scienze della formazione (Pedagogiek)
- Scienze matematiche, fisiche e naturali (Wiskunde, natuurkunde, en natuurwetenschappen)
- Scienze politiche (Politicologie)

Bayreuth · 
Cantabria · 
Canterbury · 
Catania · 
Cluj-Napoca · 
Cyprus · 
Eindhoven · 
Gent · 
Giessen · 
Göteborg · 
Grenoble · 
Las Palmas de Gran Canaria · 
Le Havre · 
León · 
Luik · 
Malmö · 
Malta · 
Minho ·
Patras · 
Porto · 
Poznań · 
Rome (Sapienza) · 
Rouen · 
Tarragona · 
Triëst · 
Trondheim · 
Valencia · 
Valladolid